# Coheed and Cambria
Coheed and Cambria es una banda de rock progresivo estadounidense formada en Nyack, Nueva York, en 1995. La banda se integra por Claudio Sánchez (vocalista principal, guitarra rítmica, teclados), Travis Stever (guitarra principal, segundo vocal), Josh Eppard (batería, teclados), y Zach Cooper (bajo) La música de la banda incorpora elementos del rock progresivo, pop, heavy metal, y post-hardcore.
La mayoría de los discos de Coheed And Cambria son conceptuales, basados en una historia de ciencia ficción llamada The Amory Wars, una saga escrita por Claudio Sánchez, la cual ha sido adaptada a una serie de cómics y también a una novela gráfica. La banda ha lanzado ocho álbumes de estudio, tres álbumes en vivo,  y varias ediciones especiales. Su más reciente lanzamiento, The Color Before the Sun, es el primero de la banda en no ser conceptual y llegó al número 10 de la lista Billboard 200. Sus predecesores The Afterman: Descension; Year of the Black Rainbow y Good Apollo, I'm Burning Star IV, Volume One: From Fear Through The Eyes of Madness han llegado también al top 10 de la lista.

## Historia

### Formación y Shabütie (1995–2001)
En marzo de 1995, después de la separación de la banda de Claudio Sánchez y Travis Stever llamada Toxic Parents, formaron una banda con Nate Kelley llamada Beautiful Loser. La banda se integraba con Stever en las voces y guitarra, Sánchez en guitarra, Kelley en la batería y Jon Carleo en el bajo. El grupo no duró mucho, separándose en junio de 1995 después de una pelea por dinero para gasolina. Stever dejó la banda, y el trío resultante fue llamado Shabütie, una palabra tomada del canto de una tribu africana que significa "plegaria desnuda" de la película The Naked Prey.
La banda pasó cerca de un año experimentando con una multitud de estilos musicales, incluyendo punk rock, indie rock, acoustic rock, funk, yheavy metal. Cuando Carleo dejó la banda en agosto de 1996, Kelley reclutó a Michael Todd para tomar su lugar. Todd, quien había sido principalmente guitarrista, tomó el bajo específicamente para Shabütie. Como Shabütie, la banda escribió docenas de canciones y lanzaron su primer demo de estudio en 1999 llamado Plan to Take Over the World. La banda también lanzó en 1999 un EP llamado The Penelope EP, justo después de que Stever había regresado a la banda.
Kelley dejó la banda durante una presentación a finales de 1999. Josh Eppard (entonces baterista de la banda de su hermano Joey Eppard llamada 3) lo reemplazó. La banda lanzó el EP Delirium Trigger en 2000, aún presentando a Kelley en la batería, pero listando a Eppard en una de sus notas.

### The Amory Wars,The Second Stage Turbine Blade, e In Keeping Secrets of Silent Earth: 3(2001–2004)
Varias canciones que aparecieron en Delirium Trigger fueron basadas en una saga de ciencia ficción escrita por Claudio Sánchez, llamada The Bag.On.Line Adventures, que posteriormente fue renombrada a The Amory Wars. El proyecto personal de Sánchez, originalmente desarrollado durante uno de sus viajes a París en 1998, provocó que sus compañeros decidieran cambiar el nombre de la banda a Coheed and Cambria, llamada así por dos protagonistas de la historia de la saga, y adoptaron el concepto de la misma como tema que unificó sus futuros álbumes. Este proyecto alterno también creó el logo oficial de la banda, el Keywork, un símbolo para la alineación planetaria del universo de Amory Wars.
En febrero de 2002 la banda lanzó su primer álbum de estudio The Second Stage Turbine Blade después de firmar con Equal Vision Records. Influenciados por el grupo de post-hardcore, At The Drive In, el primer lanzamiento de la banda presentó como aparición invitada de Dr. Know de la banda de hardcore-punk band, Bad Brains. También una nueva versión de las canciones "Delirium Trigger", "33", y "Junesong Provision" del EP Delirium Trigger. La banda de igual manera, lanzó su primer sencillo y video musical, "Devil in Jersey City". La banda finalmente tocó en varias fechas en los Estados Unidos de América y Japón, también una breve presentación en el Vans Warped Tour de 2002. En agosto del mismo año, Coheed and Cambria empezaría a trabajar con su mánager Blaze James, quién habría ayudado a que la banda tocara en escenarios más grandes y a conseguir una mayor cantidad de seguidores.
Durante una extensa gira con bandas como Breaking Pangaea, Linkin Park, The Used, y Slipknot, en octubre de 2003, la banda lanzó su segundo álbum de estudio In Keeping Secrets of Silent Earth: 3, también bajo el sello de Equal Vision Records. Promocionando los sencillos "A Favor House Atlantic" y "Blood Red Summer" y sus correspondientes videos musicales que fueron emitidos en MTV, la banda complementó el lanzamiento, saliendo de gira con varios artistas como Thursday, Thrice, AFI, y Rainer Maria. Coheed and Cambria también hizo su segunda presentación en el Warped Tour además de distintas presentaciones en Europa. El álbum llegó al número 52 de la lista Billboard y fue certificado como Oro por la RIAA.
La banda también apoyó el lanzamiento, filmando en agosto de 2004 un concierto en Nueva Jersey, específicamente en el Starland Ballroom. La presentación fue convertida en el primer DVD en vivo de la banda, Live at the Starland Ballroom, la cual fue lanzada en marzo de 2005.

### Good Apollo, I'm Burning Star IV(2004–2006)
El éxito del álbum In Keeping Secrets of Silent Earth: 3 atrajo la atención del sello discográfico Columbia Records, con quienes firmaron un contrato de varios álbumes. La banda dejó de salir a gira para grabar su tercer álbum de estudio y el primero en un sello más grande, Good Apollo, I'm Burning Star IV, Volume One: From Fear Through the Eyes of Madness a los inicios de 2005 para el lanzamiento en septiembre del mismo año.
Ha sido su álbum comercialmente más exitoso a la fecha, Good Apollo Volume One ha vendido cerca de 1 millón de copias y llegó al número 7 de la lista Billboard. El álbum representa el fin de su anterior post-hardcore melódico, inclinándose a un sonido más de rock progresivo. El sencillo "Welcome Home" fue descrito por John A. Hanson como "una canción de mental fuertemente influenciada por Led Zeppelin". La banda apoyó el lanzamiento del álbum con una gira por Estados Unidos y Europa acompañados por The Blood Brothers, Circa Survive, Dredg, Head Automatica, y Avenged Sevenfold, la gira culminó con el lanzamiento un EP exclusivo de iTunes Kerrang!/XFM UK Acoustic Sessions y su segundo DVD en vivo The Last Supper: Live at Hammerstein Ballroom.

### Salidas yNo World for Tomorrow(2006–2009)
Claudio Sánchez lanzó el primer álbum de su proyecto personal The Prize Fighter Inferno en octubre de 2006, tituladoMy Brother's Blood Machine. Como los álbumes de Coheed and Cambria, este también lo fue, relacionado con Coheed and Cambria por un personaje que aparece en ambas historias: Jesse, "The Prize Fighter Inferno". El álbum pretendía ser una precuela a los álbumes de Coheed and Cambria. Claudio dijo "cuando nos llamábamos Shabütie, la idea inicial de Coheed and Cambria era la de un proyecto alterno tipo acústico/electrónico. Así que, creo que The Prize Fighter Inferno es como la idea original de Coheed and Cambria."
A inicios de noviembre de 2006, Josh Eppard y Michael Todd dejaron la banda por razones personales, forzando a Matt Williams y al técnico de batería de la banda, Michael Petrak, a cubrir de forma temporal la sección rítmica de la banda en una serie de presentaciones, México incluido. En abril de 2007, el bajista Michael Todd regresó a Coheed and Cambria,  y la banda ingresó al estudio en Los Ángeles, California, con su nuevo productor Nick Raskulinecz. En junio próximo Chris Pennie, anteriormente baterista de la banda Dillinger Escape Plan, ingresó a Coheed and Cambria como el nuevo baterista, pero debido a restricciones contractuales con su anterior sello discográfico, Pennie no apareció en el cuarto lanzamiento de la banda. En su lugar, el baterista de los Foo Fighters, Taylor Hawkins grabó la batería, haciendo uso de varias ideas que Pennie había escrito conjuntamente con Sánchez.
El cuarto álbum de estudio de la banda, y segundo lanzamiento con Columbia Records, Good Apollo, I'm Burning Star IV, Volume Two: No World for Tomorrow, fue lanzado en octubre de 2007, debutando en el número 6 de la lista Billboard. El primer sencillo del álbum, "The Running Free", fue lanzado en radio en agosto de 2007. El segundo sencillo fue "Feathers" con un video musical protragonizando a Rena Riffel. La banda continuo de gira, lidereando partes del festival Warped Tour de 2007, una gira apoyando a Clutch y The Fall of Troy,  y abrir para Linkin Park, en su gira por 25 ciudades de los Estados Unidos, el cual forzó la cancelación de presentaciones en el Soundwave Festival de Australia. Adicionalmente al regreso de Todd y el nuevo baterista Pennie, la banda también reclutó al tecladista Wes Styles para las presentaciones en vivo.
En noviembre de 2007, la canción "Welcome Home" fue incluida dentro del videojuego Rock Band, y una versión de la canción "Ten Speed (of God's Blood & Burial)" fue disponible como descarga para Rock Band. En 2009 dos canciones más estuvieron disponibles para su descarga, "The Running Free" y "A Favor House Atlantic", para el videojuego Rock Band, posteriormente en 2010, también estuvieron disponibles las canciones "Guns of Summer", "Here We Are Juggernaut" y "The Broken".

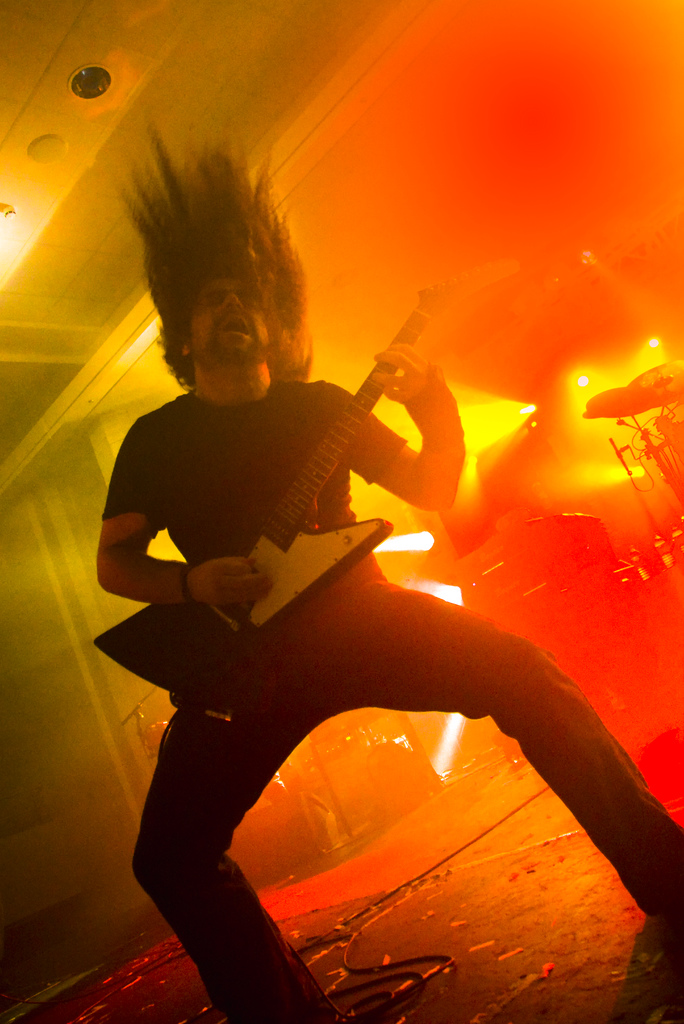
Claudio Sánchez durante el Kerrang! Tour 2008

La banda preparó una gira mundial de cuatro meses, iniciando en junio de 2008. Posteriormente encabezaron el festival The Bamboozle 2008 music festival.
También encabezaron en 2008 el Kerrang! Tour en Inglaterra, donde tocaron y grabaron una versión de la canción "The Trooper" de Iron Maiden, el cual fue promocionado en el álbum tributo a Iron Maiden de la revista Kerrang!, Maiden Heaven, cuya fecha de lanzamiento fue el 16 de julio de 2008. They were nominated for Best International Band and Best Music Video (for Feathers) in the 2008 Kerrang! Awards.
En octubre y noviembre de 2008, la banda dio una serie de conciertos de 4 noches llamada Neverender, en la que en cada noche se tocaba en su totalidad uno de sus álbumes a la fecha. El evento se llevó a cabo en la ciudad de Nueva York, Chicago, Los Ángeles, y en Londres a inicios de diciembre. Neverender: Children of The Fence Edition, un box set CD/DVD del Neverender,  fue lanzado el 24 de marzo de 2009.
En el 2009 la canción "Welcome Home" fue utilizada para el tráiler de la película animada 9.

### Year of the Black Rainbow(2009–2011)
Coheed and Cambria estuvo de gira durante los inicios del 2009. Entre enero y marzo, salieron de gira junto a Slipknot y Trivium en el tour encabezado por Slipknot, All Hope Is Gone. En agosto de 2009, Coheed and Cambria salió de gira en apoyo a Heaven & Hell. El 16 de septiembre de 2009, tocaron en el festival Puyallup Fair junto a Brand New y Jaguar Love. En octubre tocaron en el Austin City Limits Music Festival en Austin, Texas. También en el festival Wacken Open Air, Sonisphere Festival, y en el festival Lollapalooza en Chicago.
Coheed and Cambria terminó de grabar su quinto álbum de estudio Year of the Black Rainbow en el 2009. Es una precuela de la historia conceptual, y tiene eventos que pasan antes de The Second Stage Turbine Blade. Una novela fue lanzada para acompañar al álbum, coescrita por Sánchez y Peter David. El álbum fue lanzado el 13 de abril de 2010 en dos formatos, especial para iTunes, y edición de lujo (con la edición de lujo se incluye la novela "Year of the Black Rainbow" y una tarjeta "Black Card" que da acceso temprado al portador para algunas presentaciones.)
"The Broken", "Guns of Summer" y "Here We Are Juggernaut" fueron lanzadas en la tienda de música del videojuego Rock Band el 20 de abril de 2010.
Sánchez recientemente dijo que con la saga de Coheed and Cambria completada en los primeros cinco álbumes, había contemplado la dirección para futuros lanzamientos. "He pensado en contar historias del futuro y del pasado, tal vez involucrándose más con la historia de Sirius Amory" dijo. "O tal vez historias paralelas a la actual. Está muy en el aire. He empezado a escribir música para el próximo disco, y espero que haciendo eso pueda ver cuál hacer.”
El 10 de julio de 2011, el bajista Michael Todd fue arrestado y detenido por la policía en Attleboro, Massachusetts con cargos de robo armado. Wes Styles actuó de manera temporal para las fechas restantes. El 4 de agosto de 2011, Todd y la banda se separaban por decisión mutua.
La banda grabó una versión de la canción de ZZ Top, "Beer Drinkers & Hell Raisers", para un álbum tributo llamado Tribute from Friends y una nueva canción titulada "Deranged", fue lanzada el 18 de octubre de 2011 en la banda sonora del videojuego Batman: Arkham City.

### Cambio de alineación yThe Afterman(2011–2014)
Claudio anunció en octubre de 2011, en la New York Comic Con en "Radio.com", que el próximo disco ya se había escrito y que las grabaciones iniciarán en noviembre. También confirmó que la banda seguiría escribiendo música posteriormente a la historia de The Amory Wars, y dejó entrever que los fanáticos estarían sorprendidos por qué personaje se mostraría en el nuevo álbum.
En noviembre de 2011, Chris Pennie saldría de la banda por acuerdo mutuo debido a diferencias creativas. Dos semanas después, Pennie fue reemplazado por el baterista original de la banda, Josh Eppard, y en abril próximo se anunciaría por medio de redes sociales que el nuevo bajista sería Zach Cooper, previamente integrante de la banda AM to AM. De acuerdo a una entrevista con Cooper, el mánager de Coheed, Blaze James lo llamó de imprevisto para adicionar al puesto de bajista, basado en una recomendación personal.
En junio, la banda finalizó la grabación de su sexto álbum de estudio en los Applehead Studios. El mes siguiente, Coheed anunció en su sitio web que el próximo álbum sería uno doble, titulado "The Afterman." La primera parte, titulada The Afterman: Ascension, fue lanzada el 9 de octubre de 2012 y la segunda, titulada The Afterman: Descension, el 5 de febrero de 2013. Fue producido por Coheed and Cambria, con Michael Birnbaum y Chris Bittner. 'The Afterman' cuenta la historia de Sirius Amory, sobre como explora la energía que mantiene junto al Keywork (los 78 planetas en los cuales está The Amory Wars) y encuentra que de hecho es la siguiente vida de las almas que han partido. El mismo mes, Claudio anunció en la San Diego Comic Con que los productores de Entourage, Mark Wahlberg y Stephen Levinson desarrollarían su saga The Amory Wars, en una película de acción de larga duración.
El 28 de agosto de 2012, la banda lanzó el video musical de "Key Entity Extraction I: Domino the Destitute", el primer sencillo del The Afterman: Ascension en su canal de Vevo, llegando a más de un millón de visitas. Dos semanas antes del lanzamiento del álbum, se estrenó la versión de estudio de la canción "The Afterman" en Rolling Stone. El segundo video del álbum fue creado para esta canción. En 2013, la banda lanzó los videos para "Dark Side of Me" y "Number City", del álbum The Afterman: Descension.
El 28 de agosto de 2014, fue revelado en un artículo de Billboard.com, que Coheed and Cambria lanzarían una versión remasterizada del álbum In Keeping Secrets of Silent Earth: 3 el 21 de octubre, incluyendo algunas preguntas en la entrevista acerca de porque se volvería a lanzar y promocionando el disco con el sencillo "A Favor House Atlantic".
El 25 de agosto de 2014, una video de Claudio tocando una nueva canción titulada "Atlas" fue subido al canal de YouTube de la banda.
En septiembre y octubre de 2014, Coheed and Cambria salió de gira con Thank You Scientist, tocando el álbum In Keeping Secrets of Silent Earth: 3 en su totalidad coincidiendo con el lanzamiento de la versión remasterizada. En febrero de 2015, fue anunciado en BBC Radio 1 que la banda tocaría "In Keeping Secrets of Silent Earth: 3" en el Hevy Fest en Port Lympne, Kent, Inglaterra.

### The Color Before the Sun(2014–presente)

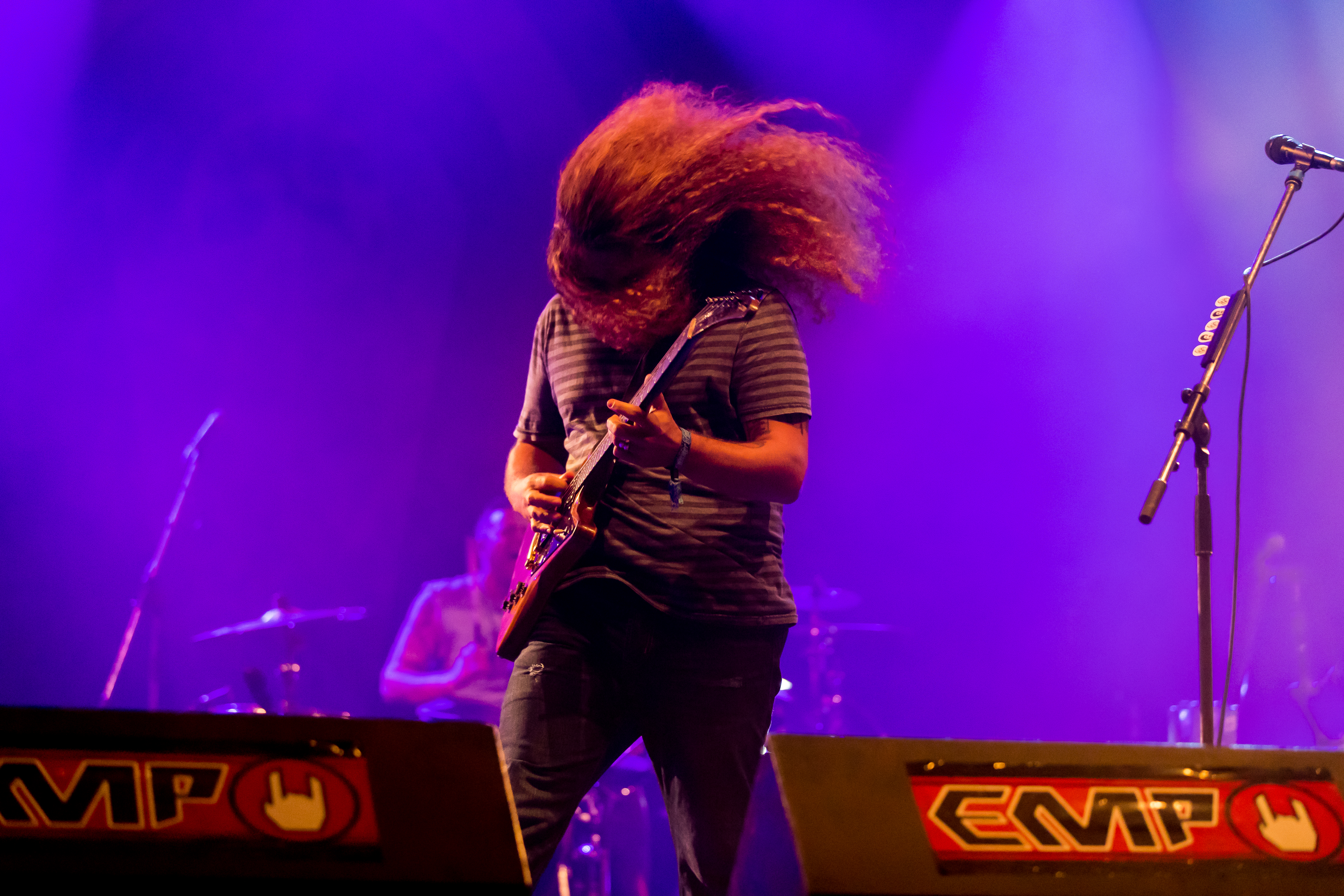
Coheed and Cambria en vivo en el festival Summer Breeze Open Air en 2016.

En una entrevista con Claudio Sánchez, el declaró que espera llevar a Coheed and Cambria al estudio durante enero de 2015 para un lanzamiento en primavera o verano.
El cuarto álbum de estudio de la banda, The Color Before the Sun, fue lanzado el 16 de octubre de 2015. Es el primer álbum que no es conceptual y por lo tanto no está conectado con la historia de The Amory Wars. Al contrario, el álbum refleja los recientes eventos en la vida de Sánchez, como haberse mudado a la ciudad, su hijo Atlas (sobre el que habla en una canción titulada con el mismo nombre en el disco), entre otras cosas. De igual manera, es la primera vez que la banda graba en vivo. El primer sencillo del álbum, "You Got Spirit, Kid" fue lanzado el 10 de julio de 2015. El segundo sencillo, "Here to Mars", fue lanzado el 3 de septiembre de 2015.
La banda arrancó una gira a inicios de 2016 con Glassjaw, I the Mighty, y Silver Snakes, y a finales de 2016, una gira con Saves the Day y Polyphia.
El 19 de agosto de 2016, la banda lanzó una versión del álbum titulada, Deconstructed. La edición "Incluye un total de 30 canciones que presentan el audio grabado en la gira más reciente de Coheed, con presentaciones en vivo en lugares como Jannus Live (St. Petersburg, FL), Revention Center (Houston, TX), Tabernacle (Atlanta, GA) y Marquee Theatre (Tempe, AZ), además demos jamás antes lanzados de The Color Before the Sun y dos demos nuevos, grabados en The Big Beige y 4th Street."

### Vaxis – Act I: The Unheavenly Creatures (2018 – presente)
El 20 de febrero de 2018, la banda anunció una gira de verano con Taking Back Sunday y The Story So Far.
Se anunció el 5 de abril de 2018 que la banda había firmado con Roadrunner Records y lanzó un teaser para un nuevo álbum que sería lanzado el 2018. La banda decidió estrenar una nueva canción después de un show en el Chameleon Club en Lancaster, Pensilvania, el 5 de mayo de 2018. Después de que los videos de la canción se volvieron virales entre los fanáticos de YouTube, la banda decidió estrenar el video de una nueva canción, "The Dark Sentencer" junto con "Prologue" (prólogo del álbum que relata el trasfondo de la historia), el 31 de mayo de 2018, yendo en contra del plan promocional establecido por la nueva compañía con la que firmaron, Roadrunner Records. El 22 de junio de 2018, la banda anunció su nuevo álbum, Vaxis - Act I: The Unheavenly Creatures, que fue lanzado el 5 de octubre de 2018. El álbum continúa la trama de Amory Wars, la historia que siguieron los primeros siete álbumes de la banda. La segunda canción del álbum, "Unheavenly Creatures", fue lanzada el 28 de junio. Un tercer sencillo, "The Gutter", fue lanzado el 16 de agosto. Una cuarta, "Old Flames", fue lanzada el 27 de septiembre.

## Estilo musical e influencias
Sánchez ha declarado que es fanático de la música de la época de su padre, y que la banda ha sido influida de la misma manera por grupos como Led Zeppelin, Pink Floyd, The Police, Misfits, Queen, y Thin Lizzy. Aparte de esas raíces, Sánchez también reconoce un arreglo ecléctico de influencias, incluyendo a la banda de post-hardcore, At the Drive-In, y los pioneros del heavy metal, Iron Maiden. A diferencia de los rumores, el bajista Michael Todd dijo que la banda no fue influenciada por Saga y que él jamás había escuchado a ese grupo. Se ha dicho muchas similitudes entre Rush y Coheed and Cambria, pero Josh Eppard dijo en una entrevista que el ni los demás miembros de la banda eran seguidores o hubiesen sido influenciados por Rush. Ellos comenzaron a escuchar a Rush después de su segundo álbum. De igual manera ha sido señaladas influencias del punk rock, específicamente de Misfits y Bad Brains. Dr. Know de Bad Brains toca el solo de guitarra en la canción "Time Consumer" del álbum Second Stage Turbine Blade. La temprana banda de Sánchez y Stever, Toxic Parents tenía mucha similitud con Jane's Addiction y Misfits. Sánchez ha dicho que The Amory Wars, la historia en la cual Coheed and Cambria basa sus letras, tiene similitudes con otras historias, específicamente con la trilogía de Star Wars. Por ejemplo, cuando el personaje Coheed regresa a casa con su esposa Cambria, ella dice "De alguna manera siempre lo supe" una línea que la Princesa Leia le dice a Luke Skywalker en Return of the Jedi.

### Género
El estilo de la banda es descrito como rock progresivo por Equal Vision, Spin, y Allmusic. Canciones como "Blood Red Summer" y "Three Evils (Embodied in Love and Shadow)" han sido señaladas en muchas reseñas como parte del pop, como ejemplifica una reseña de Sputnikmusic, la cual dice "Coheed and Cambria se las arregla para dotar de vida nueva a un género en decadencia, y mezclando los estándares del esquema del pop-punk con creativos y originales riffs." La banda también ha sido descrita como new prog, y en su primer álbum, como post-hardcore. También han llegado a ser clasificados como progressive metal.

## Miembros

### Miembros actuales
- Claudio Sánchez – vocalista, guitarra solista/rítmica, piano, teclados (1995–presente)
- Travis Stever – guitarra rítmica/solista, lap Steel, mandolina, vocalista (1995, 1999–presente)
- Josh Eppard – batería, voces de apoyo, teclados, programación (2000–2006, 2011–presente)
- Zach Cooper – bajo, voces de apoyo, contrabajo (2012–presente)

### Miembros anteriores
- Jon Carleo – bajo (1995–1996)
- Nate Kelley – batería, voces de apoyo, percusiones (1995–2000)
- Michael Todd – bajo, voces de apoyo (1996–2006, 2007–2011)
- Chris Pennie – batería, percusiones (2007–2011)

### Miembros de estudio
- Taylor Hawkins – batería (2007)

(Chris Pennie escribió la batería originalmente pero no pudo grabarlas debido a problemas contractuales)

### Miembros en vivo
- Dave Parker – teclados (2005–2006)
- Matt Williams – bajo (2006–2007)
- Michael Petrak – batería (2006–2007)
- Wes Styles – teclados (2007–2010), bajo (2011)

## Discografía
Álbumes de estudio
- The Second Stage Turbine Blade (2002)
- In Keeping Secrets of Silent Earth: 3 (2003)
- Good Apollo, I'm Burning Star IV, Volume One: From Fear Through the Eyes of Madness (2005)
- Good Apollo, I'm Burning Star IV, Volume Two: No World For Tomorrow (2007)
- Year of the Black Rainbow (2010)
- The Afterman: Ascension  (2012)
- The Afterman: Descension  (2013)
- The Color Before the Sun (2015)
- Vaxis – Act I: The Unheavenly Creatures (2018)
- Vaxis – Act II: A Window of the Waking Mind (2022)
- Vaxis – Act III: The Father of Make Believe (2025)

## Premios
| Año  | Premio                          | Categoría                                                                                        |
| ---- | ------------------------------- | ------------------------------------------------------------------------------------------------ |
| 2004 | MTVU Woodie Award               | Soundtrack of My Life Woodie (Best Album) (In Keeping Secrets of Silent Earth: 3)                |
| 2004 | MTVU Woodie Award               | The Road Woodie (Best Live Performance)                                                          |
| 2006 | Metal Hammer Golden Gods Awards | Best Album (Good Apollo, I'm Burning Star IV, Volume One: From Fear Through the Eyes of Madness) |
| 2008 | Kerrang! Awards                 | Best Music Video ("Feathers")                                                                    |
| 2010 | MTV Musical March Madness       | Championship Title                                                                               |